# T.S. Eliot

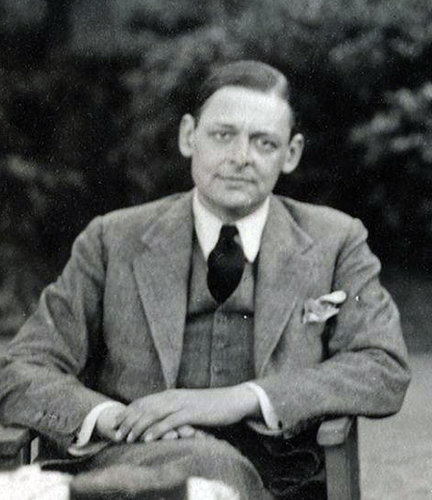
Eliot (1934)

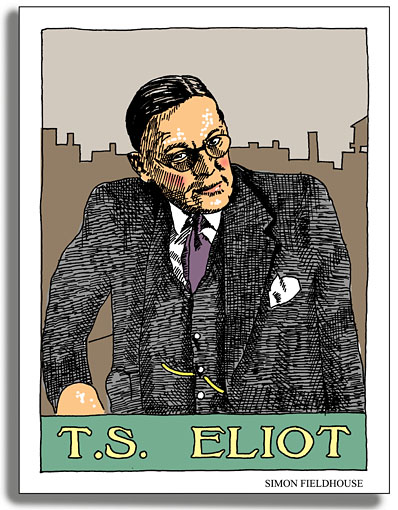
Teckning av Simon Fieldhouse.

Thomas Stearns Eliot, född 26 september 1888 i Saint Louis, Missouri, död 4 januari 1965 i London, var en amerikansk-brittisk författare, poet, litteraturkritiker och nobelpristagare. 
Eliot föddes i USA men flyttade 1914 till Storbritannien, blev brittisk medborgare och gick in i den anglikanska kyrkan år 1927. Han tilldelades Nobelpriset i litteratur år 1948. Eliots poesi tillhörde till stor del T.E. Hulmes intellektualiserade imagistiska skola, men ett av hans idag mer kända verk är ändå De knepiga katternas bok som ligger till grund för den populära musikalen Cats. Eliots mest kända verk är dikten Det öde landet.

## Biografi
Thomas Stearns Eliot föddes 1888 i Saint Louis som sjunde barn, och sladdbarn, till företagsledaren Henry Ware Eliot och dennes hustru Charlotte Champe Stearns. Modern, som före äktenskapet hade varit lärare, var en kvinna med socialt patos och skönlitterära intressen, och genom farfadern William Greenleaf Eliot, som varit involverad i unitarianismen, och den katolska barnflickan, väcktes Eliots religiösa intresse.
Efter Smith Academy i St. Louis, studerade Eliot vid Milton Academy, Boston, och skrevs senare in vid Harvard där han hade George Santayana och Irving Babbitt som lärare, och där han tog en Bachelor of Arts i jämförande litteratur och Master's degree i engelsk litteratur. Sedan studerade han ett år vid Sorbonne. Under åren som student tog han starkt intryck av den franska symbolismen och Jules Laforgue. I Paris lärde han känna Jean Verdenal, som han senare skulle tillägna "J. Alfred Prufrocks kärlekssång".
Åren 1910–1911 var centrala för Eliots författarskap. Dessa år skrev han några av sina viktigaste verk, däribland "J. Alfred Prufrocks kärlekssång". Den skönlitterära produktiviteten avbröts av filosofiska arbeten, under påverkan av Santayana, William James, och Bertrand Russell, vilka han träffade personligen, och av Henri Bergson, som vid denna tid var omtalad. Detta ledde honom till studier i sanskrit, hinduism och medvetandefilosofi.
Eliot begav sig till Europa 1914, först till Marburg och sedan till Oxford. I London fick Ezra Pound läsa Eliots ännu outgivna dikter, vilket blev upptakten till en betydelsefull vänskap. 1915 gifte sig Eliot med Vivien Haigh-Wood och bosatte sig därmed permanent i England. Han försörjde sig som lärare och gjorde halvhjärtade försök att doktorera, och bodde med sin hustru hos Bertrand Russell. Äktenskapet med Vivien var mycket olyckligt.
Eliot debuterade som poet 1916 med Prufrock and Other Observation. Han hade då hamnat i samma litterära kretsar som bland andra Pound, William Butler Yeats och Tamaso Marinetti, var medarbetare vid imagisternas tidskrift The Egoist, deltog i utgivningen av James Joyces Ulysses, och började betraktas som navet i den modernistiska kulturen i London. Han slutade undervisa, och tog ett tag tjänst vid Lloyds Bank, men drabbades av ett nervöst sammanbrott 1921, varför han begav sig på rekreation till Schweiz. Där tillkom The Waste Land (1922). Sedan han 1925 utkommit med Poems 1909–1925 blev han direktör vid förlaget Faber & Gwyer (Faber and Faber). Han hade då sedan en tid drivit tidskriften Criterion, där han var redaktör 1922–1939. 
1927 gick Eliot med i den anglikanska kyrkan och blev brittisk medborgare. I de radikala konstnärskretsar som Eliot vistades var dessa konservativa uttryck en skandal. Han bildade därefter nya litterära kretsar med konservativa ideal, och bekände sig öppet, med de klassiska orden, vara "classicist in literature, royalist in politics, and anglo-catholic in religion". Efter denna politiska vändning utkom Eliots Ash-Wednesday, dramer, och religiösa alster avsedda för kyrkan, som The Rock. Han var vid det laget en högt uppburen författare och litteraturkännare, och gav i den senare egenskapen några berömda föreläsningar.
Äktenskapet med Vivien var aldrig lyckligt, och de skilde sig 1933. Hon intogs senare på sinnessjukhus. Eftersom Eliot hade den religiösa tro han hade, ansåg han trots den juridiska skilsmässan att de fortfarande var gifta. När andra världskriget bröt ut gav sig Eliot till landsbygden, och skrev. 1943 utkom Four Quartets, ett av Eliots mest berömda verk. Efter kriget var Eliots produktiva dagar som författare över, och han ägnade sig i stället åt kritik och litteraturvetenskap. När Vivien avled 1947 ansåg sig Eliot vara "änkling", och gifte sedermera om sig med Valerie Fletcher.
1948 tilldelades Eliot Nobelpriset i litteratur, men drog sig undan rampljuset åren fram till sin död 1965. Han kremerades och askan gravsattes i St. Michael-kyrkan i East Coker.

## Författarskap
T.S. Eliots skönlitterära författarskap inrymmer lyrik och dramatik. För eftervärlden har lyriken utan jämförelse varit mest betydelsefull. Han har ofta omnämnts som den mest inflytelserika engelskspråkige diktaren under 1900-talet, och The Waste Land brukar hållas för en av de mest centrala dikterna – för att inte säga den viktigaste – från denna modernistiska tidsepok. Författarskapet kan indelas i två tidsspann: före och efter konverteringen.
Estetiskt sett skulle Eliot kunna sägas vara en arvtagare till Ezra Pounds imagism, och dennes auktoritet är påtaglig också konkret i och med att Eliot lät honom granska och "göra kejsarsnitt" på The Waste Land innan den fick sin slutliga form. Hans stil har beskrivits som klassicerande modernism. Med det klassicerande avses de många anspelningarna på klassisk litteratur, vilket föranledde honom att förse The Waste Land med en notapparat, samt de konservativa tankegångarna som hans diktning framställer. Dikternas fria form, experimenterande uttryck, fragmentisering och bildspråk för dock Eliot tveklöst till modernismen. I The Waste Land blandar han klassiska element med jazz och trivialkultur, och tänjer därmed ut gränsen mellan det allvarliga och det absurda i en för Eliot kännetecknande ironi. Dikterna efter konverteringen har ett mer renodlat allvar, och använder oftare än förr motiv från kristendomen och den medeltida mystiken.
Likväl som dramatiker var han påverkad av klassicismen och hämtade stoff från äldre, kristna källor. The Cocktail Party är en passionshistoria i samtida miljö. Fastän Eliots dramer uppskattades av hans samtid, har eftervärlden dömt ut dem.
Flera av Eliots dikter har översatts till svenska. Gunnar Ekelöf och Johannes Edfelt hör till dem som översatt flest av hans dikter. The Waste Land översattes dock av Karin Boye och Erik Mesterton. Andra Eliottolkare är Erik Lindegren, Artur Lundkvist och Erik Blomberg.

## Samlingsvolymer på svenska
- Dikter (tolkade av Erik Blomberg [m. fl.], Bonnier, 1942)
- Vad är en klassiker? och andra essayer (valda av Lennart Göthberg, översatta av Daniel Andreæ, 1948)
- Dikter i svensk tolkning (översättning: Gunnar Ekelöf [m.fl.], Bonnier, 1965)
- Om kritik (översättning: Mats Jansson, Symposion, 2002)